# Нільс-Ерік Юганссон
Нільс-Е́рік Ю́ганссон (швед. Nils-Eric Johansson, нар. 13 січня 1980, Стокгольм, Швеція) — шведський футболіст, захисник клубу АІК та національної збірної Швеції.

## Клубна кар'єра
Народився 13 січня 1980 року в місті Стокгольмі. Вихованець юнацьких команд футбольних клубів «Броммапойкарна», АІК та «Баварія».
У дорослому футболі дебютував 1998 року виступами за другу команду «Баварії», в якій провів два сезони, взявши участь у 54 матчах чемпіонату. 2000 року провів дві гри за основну команду мюнхенського клубу, того ж року перейшов до «Нюрнберга», в якому провів один сезон.
Своєю грою за останню команду привернув увагу представників тренерського штабу клубу «Блекберн Роверз», до складу якого приєднався 2001 року. Відіграв за команду з Блекберна наступні чотири сезони своєї ігрової кар'єри. Більшість часу, проведеного у складі «Блекберн Роверз», був основним гравцем захисту команди.
Протягом 2005–2007 років захищав кольори команди клубу «Лестер Сіті».
До складу клубу АІК приєднався 2007 року. Наразі встиг відіграти за команду зі Стокгольма 126 матчів у національному чемпіонаті. За цей час додав до переліку своїх трофеїв титул чемпіона Швеції.

## Виступи за збірні
Протягом 1999–2001 років залучався до складу молодіжної збірної Швеції. На молодіжному рівні зіграв у 21 офіційному матчі, забив один гол.
У 2002 році дебютував в офіційних матчах у складі національної збірної Швеції. Наразі провів у формі головної команди країни 3 матчі.

## Титули і досягнення
- Чемпіон Німеччини (1):

«Баварія»: 1999-00
- Володар Кубка Німеччини (1):

«Баварія»: 1999-00
- Володар Кубка англійської ліги (1):

«Блекберн Роверз»: 2001-02
- Чемпіон Швеції (1):

АІК: 2009
- Володар Кубка Швеції (1):

АІК: 2009
- Володар Суперкубка Швеції (1):

АІК: 2010
- Володар Суперкубка Сінгапуру (1):

АІК: 2010